# Das Damen
I Das Damen sono stati un gruppo musicale alternative rock statunitense formatosi nella città di New York nel 1984. Il nome è in tedesco e significa "le signore" anche se più correttamente il nome avrebbe dovuto essere Die Damen.

## Storia
I componenti originari erano Jim Walters (voce, chitarra), Alex Totino (chitarra, voce), Phil Leopold von Trapp (basso) e Lyle Hysen (batteria).
Esordirono nel 1986 con l'album omonimo per la Ecstatic Peace di Thurston Moore. Nel 1987 passarono alla SST Records con la quale pubblicarono gli album Jupiter Eye e Triskaidekaphobe nel quale partecipò Wayne Kramer degli MC5 e che è considerato il loro migliore.
L'EP Marshmellow Conspiracy fu poi al centro di un problema di royalties non pagate per una cover di Magical Mystery Tour dei Beatles nel loro brano Song for Michael Jackson to $ell, dedicato a Michael Jackson allora proprietario dei diritti del brano. L'EP fu ritirato e le copie distrutte, riedito con una nuova versione senza il brano incriminato. Il rapporto con la casa discografica si era comunque deteriorato tanto da costringerli a firmare con la Twin/Tone Records, che pubblico Moustrap nel 1989 che non ottenne il successo sperato.
Pubblicarono nel 1990 l'album live Entertaining Friends per la tedesca City Slang registrato allo storico locale CBGB's. Nel 1991 vede la luce il singolo High Anxiety per la Sub Pop Records prima dello scioglimento.

## Discografia

### Album
- 1986 - Das Damen (Ecstatic Peace)
- 1987 - Jupiter Eye (SST)
- 1988 - Triskaidekaphobe (SST)
- 1989 - Mousetrap (Twin/Tone)
- 1990 - Entertaining Friends (live) (City Slang)
- 1991 - High Anxiety mini (Sub Pop)

### Singles, EPs
- 1988 - Marshmellow Conspiracy EP (SST)
- 1989 - Noon Daylight, (What Goes On / Twin/Tone, UK Independent Chart #12)[3]
- 1989 - Sad Mile/Making Time (Sub Pop)